# Collège Côte-Legris
Le collège Côte-Legris est un collège public, situé à Épernay, qui accueille environ 550 élèves, créé en 1968.

## Formations
- Classes d'enseignement général, de la Sixième à la Troisième.
- Un dispositif SEGPA, ou « section d’enseignement général et professionnel adapté », de la Sixième à la Troisième.
- Une classe ULIS, Unité localisée pour l'inclusion scolaire, dispositif qui permet la scolarisation d'élèves en situation de handicap.

### Options
- LV1, ou « Langue Vivante 1 » : anglais, allemand.
- LV2, ou « Langue Vivante 2 » : anglais, allemand, italien.
- Langue et culture de l'Antiquité : latin.

Dès l'entrée en 6e, les élèves peuvent choisir une section bilangue anglais-allemand, qui a failli disparaître en 2016 à la suite de la réforme du collège menée par Najat Vallaud-Belkacem. Cette section rouvrit normalement ses portes en septembre 2017. Les élèves peuvent également s'inscrire en section sportive football depuis 2002, proposant un aménagement de l'emploi du temps pour les élèves concernés. 
L'équipe éducative du collège organise un échange avec les élèves de la Gesamtschule de Kirchberg en Rhénanie-Palatinat pour les élèves germanistes. Les élèves latinistes font également des sorties scolaires dans le cadre de l'enseignement facultatif de latin.
Depuis 1989, les chorales des établissements d'Épernay, dont celle du collège Côte Legris, se réunissent chaque année à l'occasion de l'« Oreille en Fête », un spectacle musical, à l'initiative de trois enseignants d'Éducation musicale : Pascal Monate pour le collège Terres Rouges, Michel Coppé pour le collège Côte Legris et Jean-François Baudon pour le collège Jean Monnet.

## Administration
| Année de début | Année de fin | Nom du principal | Durée    |
| -------------- | ------------ | ---------------- | -------- |
| septembre 2001 | juillet 2012 | Marc Lefèvre     | 11 ans   |
| septembre 2012 | juillet 2018 | Sylvie Guillet   | 6 ans    |
| septembre 2018 | juillet 2023 | Nathalie Klein   | 5 ans    |
| septembre 2023 | en cours     | Thierry Reibel   | en cours |